# Bangoua (Cameroun)
Pour les articles homonymes, voir Bangoua.
Bangoua est un village chef-lieu de groupement de la commune de Bangangté, département du Ndé dans la région de l'Ouest du Cameroun. Il est le siège d'une chefferie traditionnelle de 2e degré.

## Géographie
Le village est situé à proximité de la route nationale 4 (axe Yaoundé-Bafoussam) à 13 km au nord-ouest du chef-lieu communal Bangangté. Il est drainé par la rivière Kong.

## Histoire
Le village est fondé au XIVe siècle par un chasseur appelé Lekemegne dit Djopvup.
À la chefferie, on peut encore observer les trois rochers, qui constituent un élément patrimonial important, sur lesquels il était coutume de se reposer après la chasse. Cette pratique traditionnelle est un exemple de la manière dont les communautés locales ont utilisé et interprété leur environnement naturel.
Le chef Djopvup a mené une vie paisible avec les autres tribus qu'il avait trouvé sur place, partageant les fruits de la chasse et créant ainsi un lien social et culturel fort entre les communautés. Cependant, cette période de coexistence pacifique a pris fin lorsque le chef Lekemegne a supprimé les chefs des autres tribus et s'est proclamé unique chef, établissant ainsi une nouvelle dynamique de pouvoir.
Le Pe-Mwoua, une composante des medumba, vivent dans le groupement Bangoua, qui est subdivisé en quatre villages : Badiangseu, Louo, Fapmveu et Doukong. Ce groupement a été créé par décret du 15 juillet portant organisation des Chefferies traditionnelles, ce qui souligne l'importance de la préservation et de la promotion du patrimoine culturel local.
Tchoutouo fut sans conteste le chef le plus prestigieux de la dynastie, tant par la durée de son règne ( plus d' un siècle) que par son intelligence, sa magie et le nombre impressionnant de ses épouses et enfants (environ 300 épouses et 700 enfants). Cette figure historique est un de la manière dont les chefs traditionnels ont joué un rôle important dans la préservation et la transmission du patrimoine culturel local.

## Chefferie traditionnelle
La localité est le siège de l'une des 10 chefferies traditionnelles de 2e degré du département du Ndé  reconnues par le ministère de l'administration du territoire et de la décentralisation :

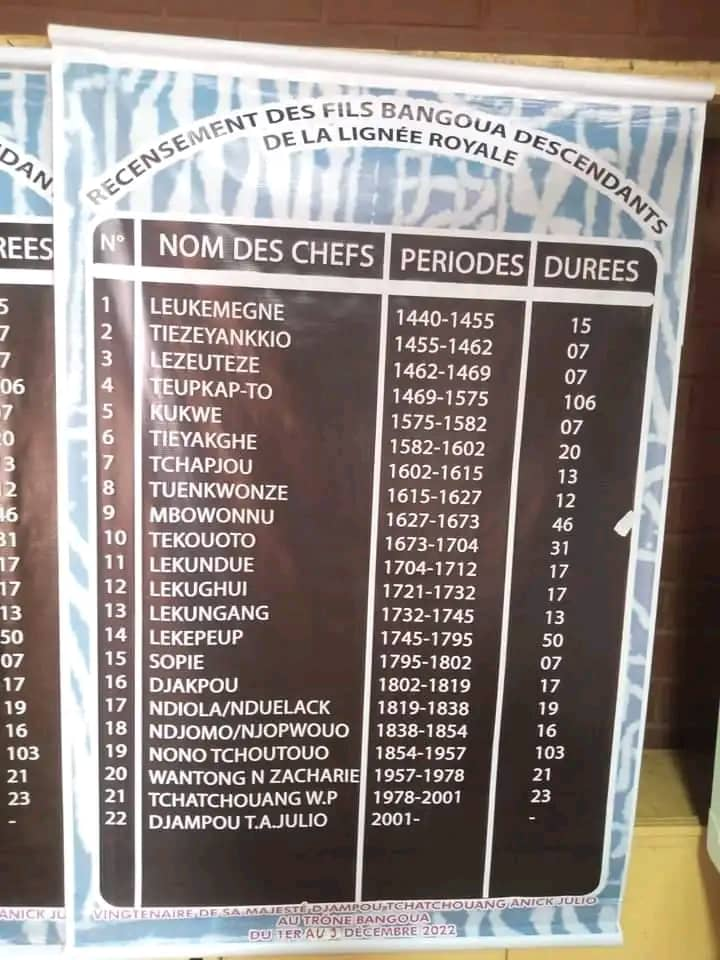
Ce fichier représente le tableau dynastique des rois Bangoua à l'Ouest au Cameroun

- 725 : Chefferie Bangoua

| No | Identité                     | Période | Période | Durée   | Étiquette |
| No | Identité                     | Début   | Fin     | Durée   | Étiquette |
| -- | ---------------------------- | ------- | ------- | ------- | --------- |
| 1  | Leukemegne (d)               | 1440    | 1455    | 15 ans  |           |
| 2  | Tiezeyankkio (d)             | 1455    | 1462    | 7 ans   |           |
| 3  | Lezeuteze (d)                | 1462    | 1469    | 7 ans   |           |
| 4  | Teukpap-To (d)               | 1469    | 1575    | 106 ans |           |
| 6  | Tieyakghe (d)                | 1582    | 1602    | 20 ans  |           |
| 7  | Tchapjou (d)                 | 1602    | 1615    | 13 ans  |           |
| 8  | Tuenkwonze (d)               | 1615    | 1627    | 12 ans  |           |
| 10 | Tekouoto (d)                 | 1673    | 1704    | 31 ans  |           |
| 11 | Lekundue (d)                 | 1704    | 1712    | 8 ans   |           |
| 12 | Lekughui (d)                 | 1721    | 1732    | 11 ans  |           |
| 13 | Lekungang (d)                | 1732    | 1745    | 13 ans  |           |
| 14 | Lekepeup (d)                 | 1745    | 1795    | 50 ans  |           |
| 15 | Sopie (d)                    | 1795    | 1802    | 7 ans   |           |
| 16 | Djakpou (d)                  | 1802    | 1819    | 17 ans  |           |
| 17 | Ndiola (d)                   | 1819    | 1838    | 19 ans  |           |
| 18 | Ndjomo (Njopwouo) (d)        | 1838    | 1854    | 16 ans  |           |
| 19 | Nono Tchoutouo (d)           | 1854    | 1957    | 103 ans |           |
| 20 | Wantong Nono Zacharie (d)    | 1957    | 1978    | 21 ans  |           |
| 21 | Tchatchouang Watong Paul (d) | 1978    | 2001    | 23 ans  |           |
| 22 | Julio Djampou Tchatchouang   | 2001    |         |         |           |

## Villages
Le groupement est constitué de 5 villages selon le plan communal de développement : Ndoukong, Baloué Fotchop, Famveu, Bandiangseu, Fambienseu. Il compte 17 villages selon le répertoire des villages :
- Baloué
- Bandiangseu
- Depnou
- Famveu
- Fapdiosso 1
- Fapdiosso 2
- Fapdolop
- Langui
- Mbombreu
- Mveu
- Na-Ah (Kamna)
- Ndoukong
- Nguikong
- Peup
- Toucong
- Tougui-Famentcha
- Toumveu

## Culture et traditions

### Case patrimoniale de la chefferie Bangoua

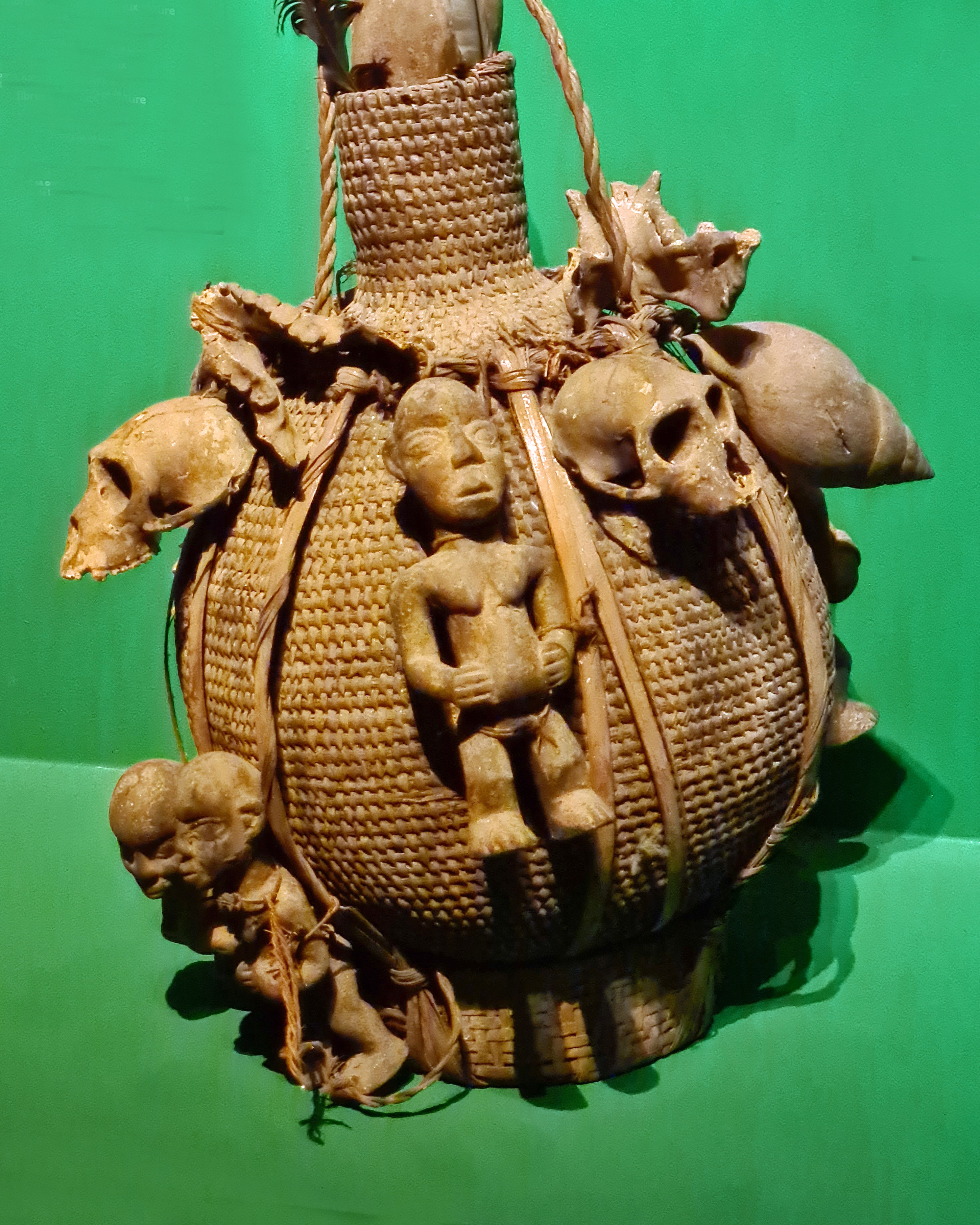
Calebasse rituelle.
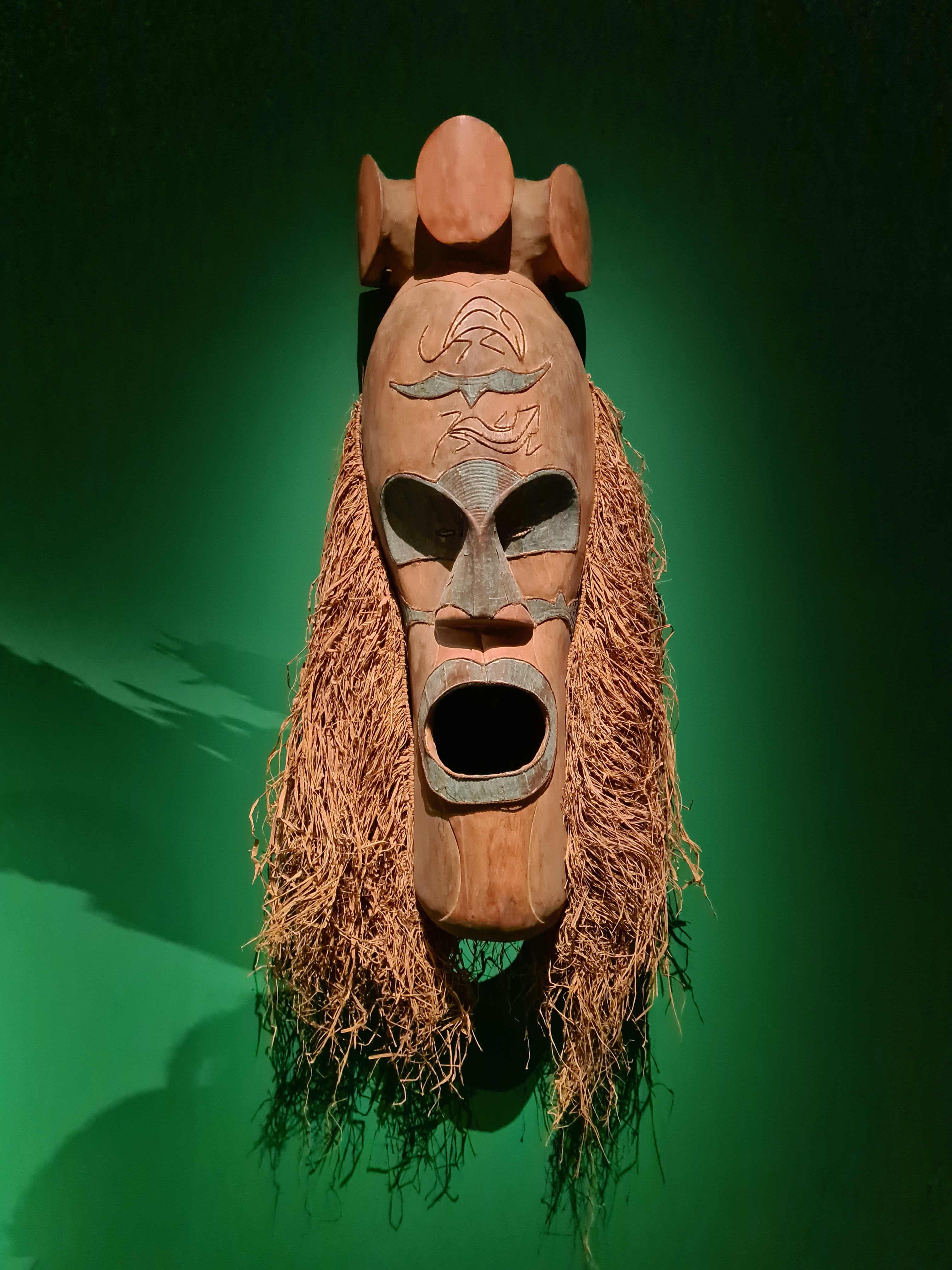
Masque cimier.
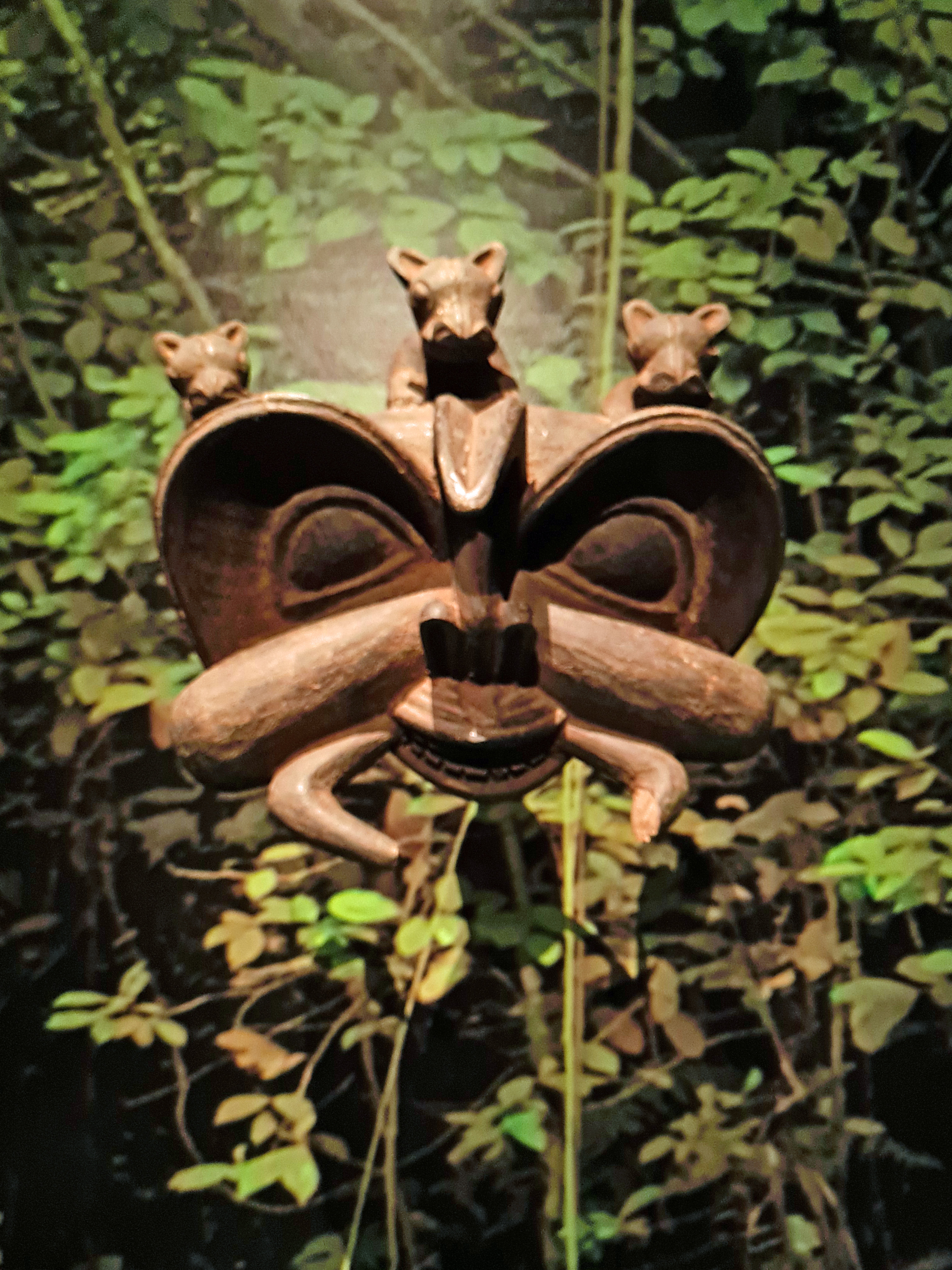
Masque cimier.
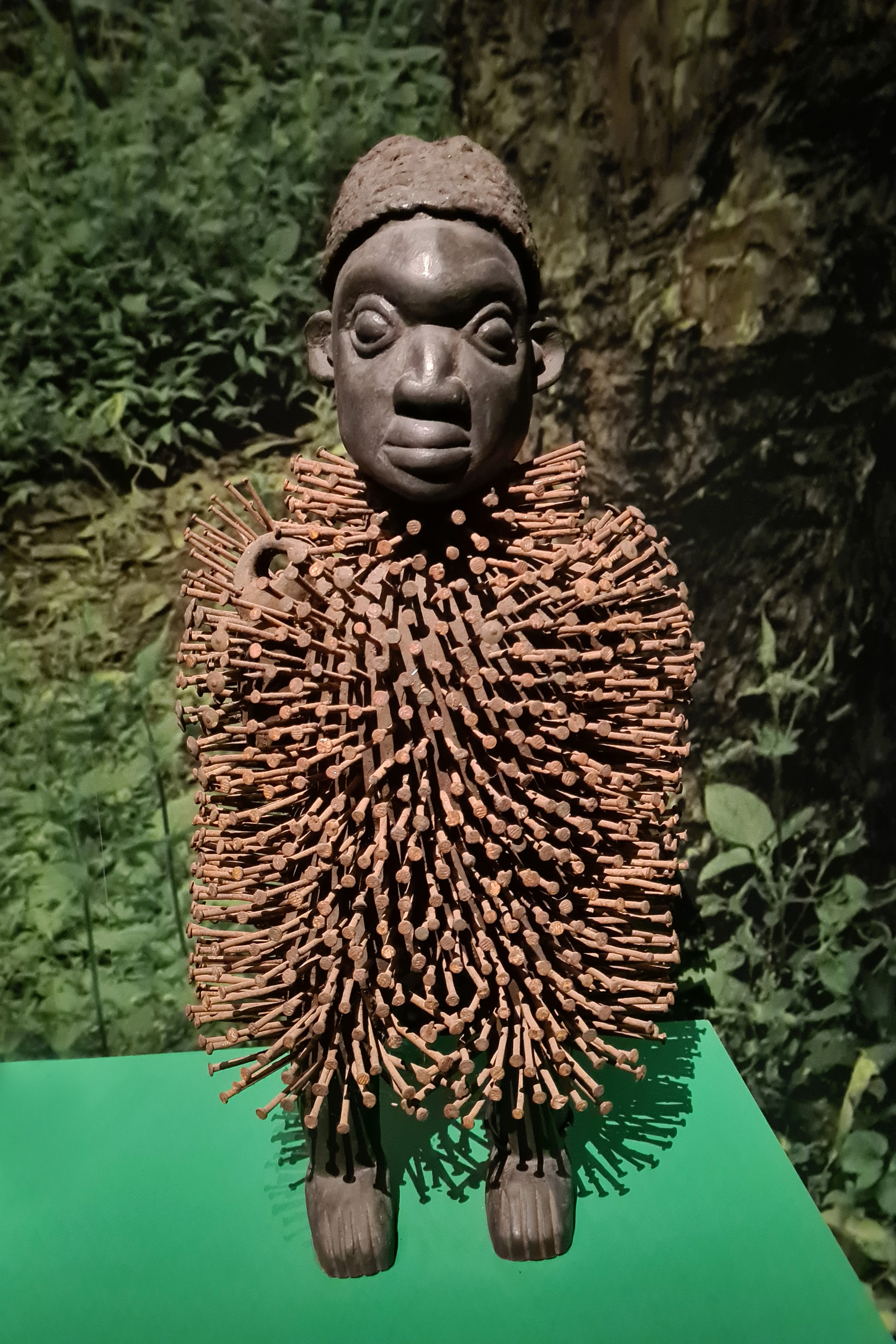
Fétiche.

### Fête du macabo

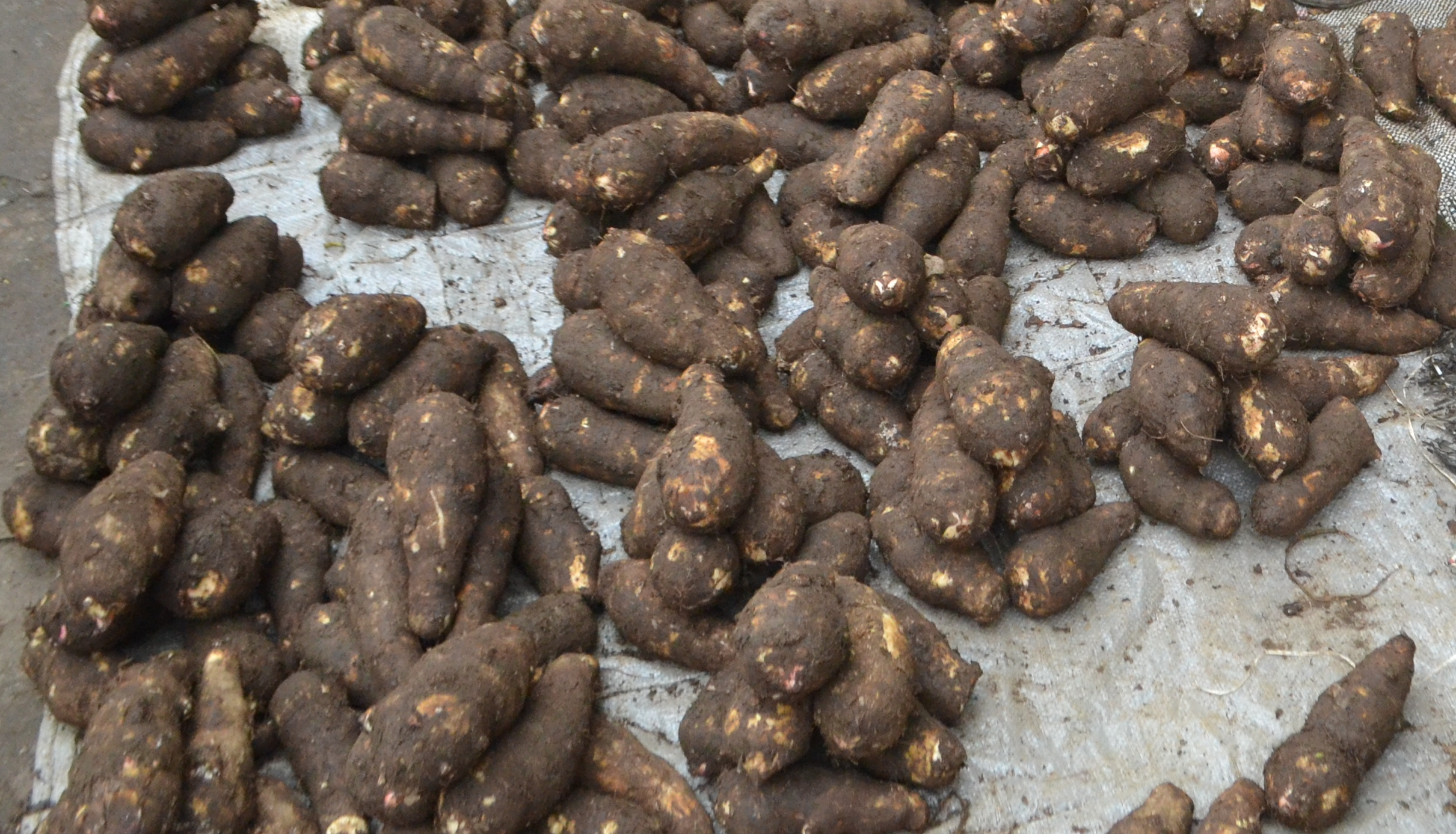
Tubercules de macabo

La fête biannuelle du macabo est instaurée en novembre depuis 1958 en lien avec  le roi No Tchoutouo, en reconnaissance aux ancêtres et pour les habitants de Bangoua qui ont œuvré pour son retour sur le trône et son approvisionnement en macabo par les Bangoua du Moungo lors de son exil à Dschang pendant 18 ans de 1939 à 1957.

Festival du macabo de Bangoua
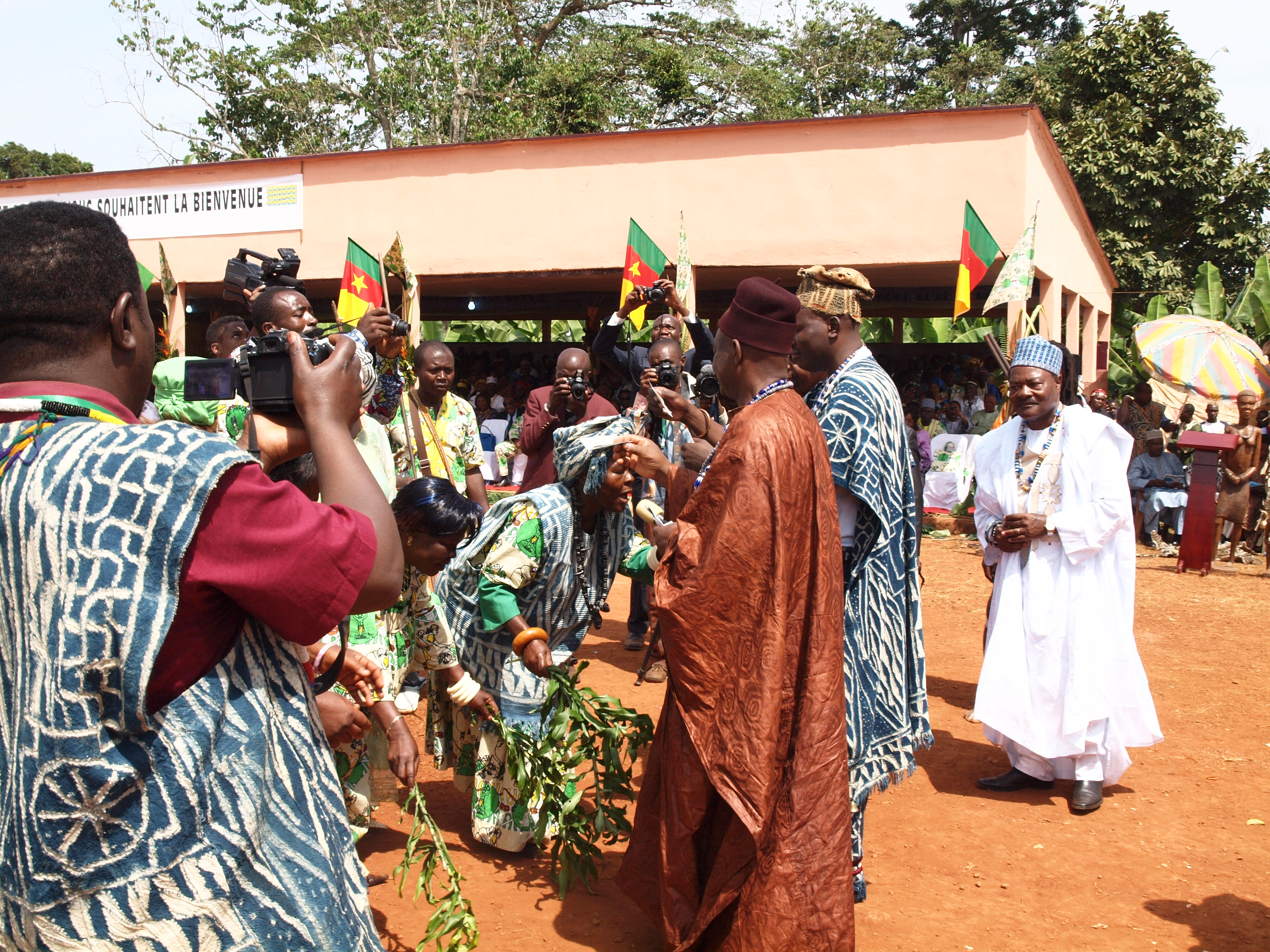
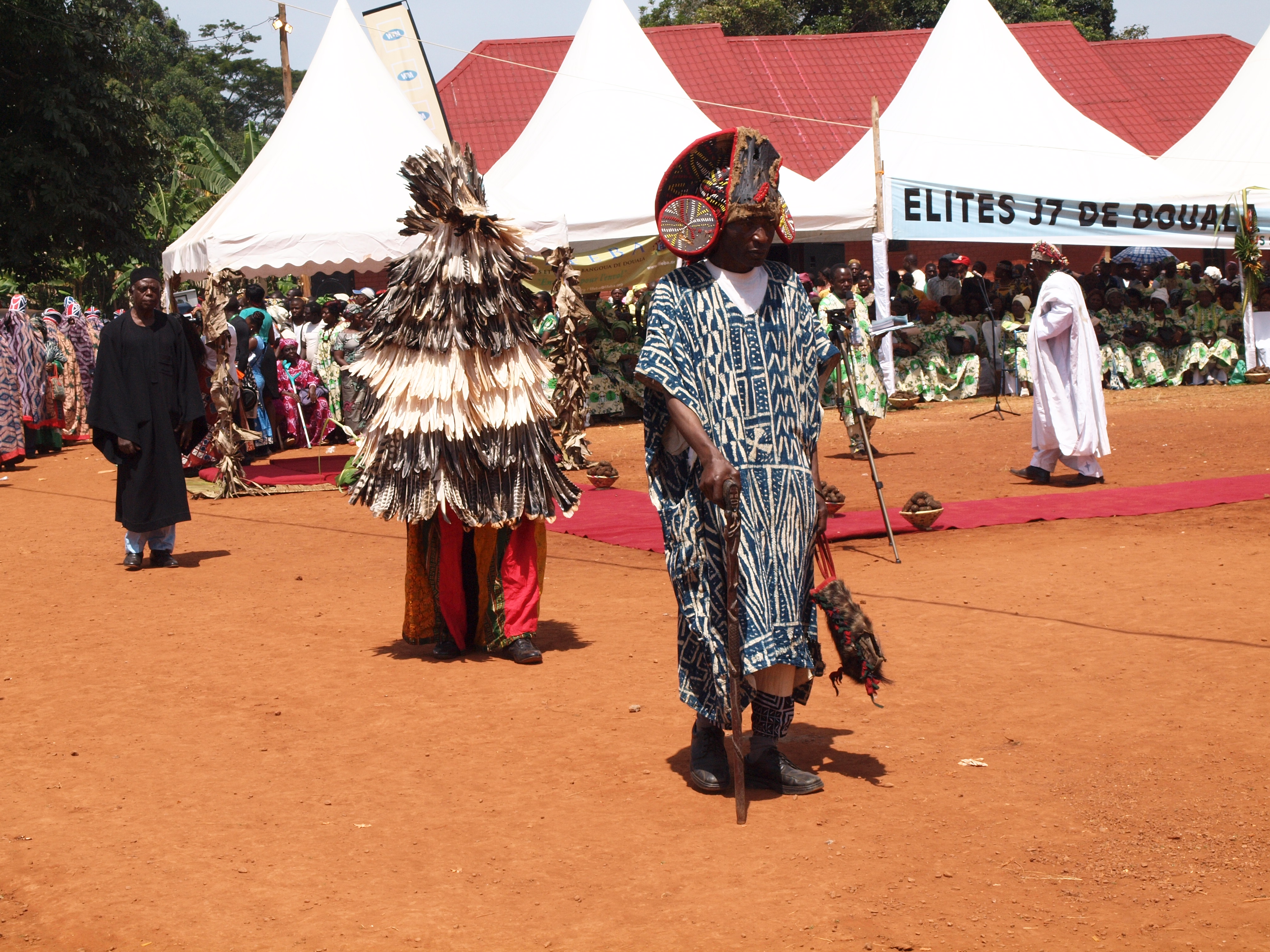
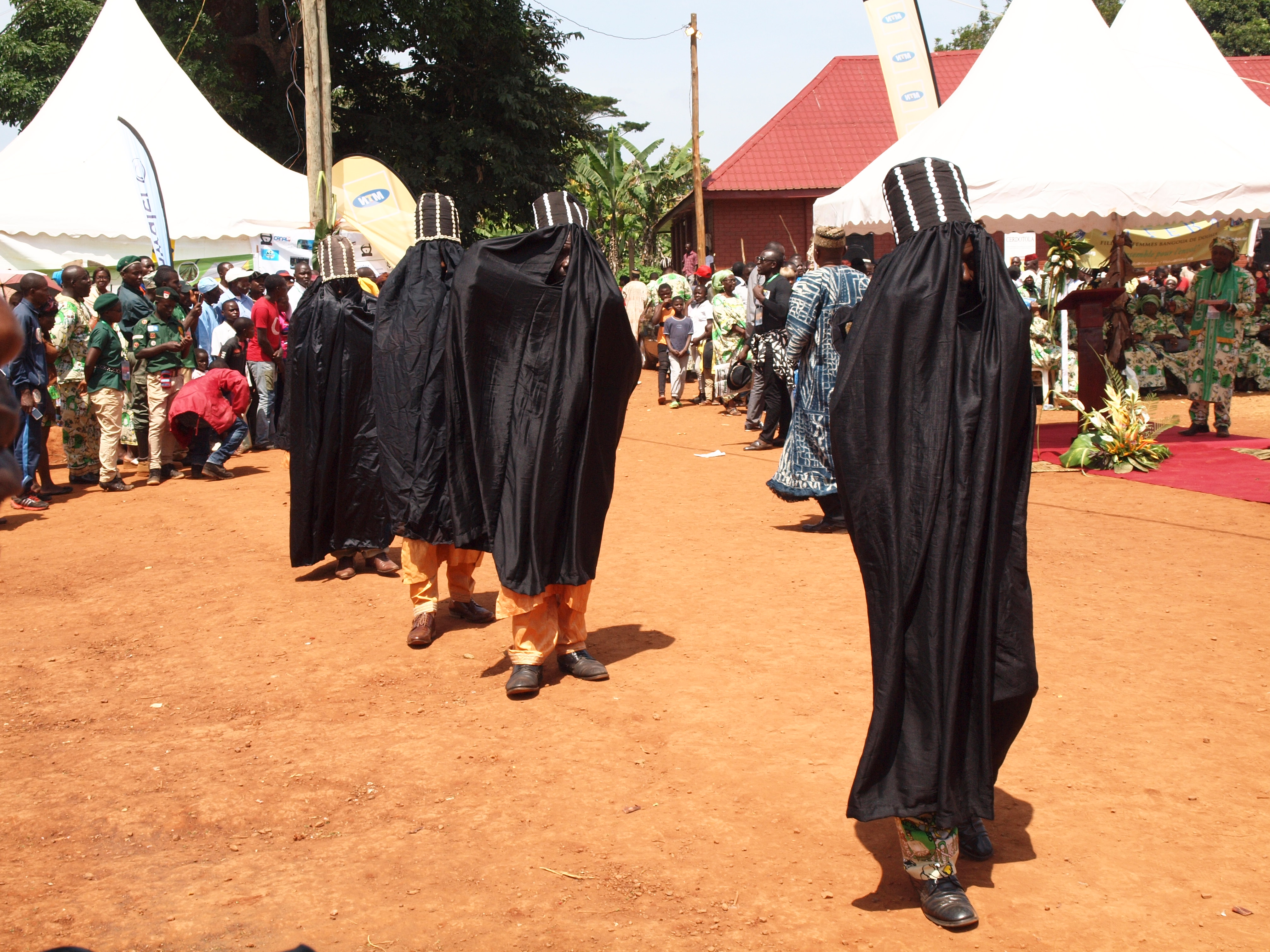
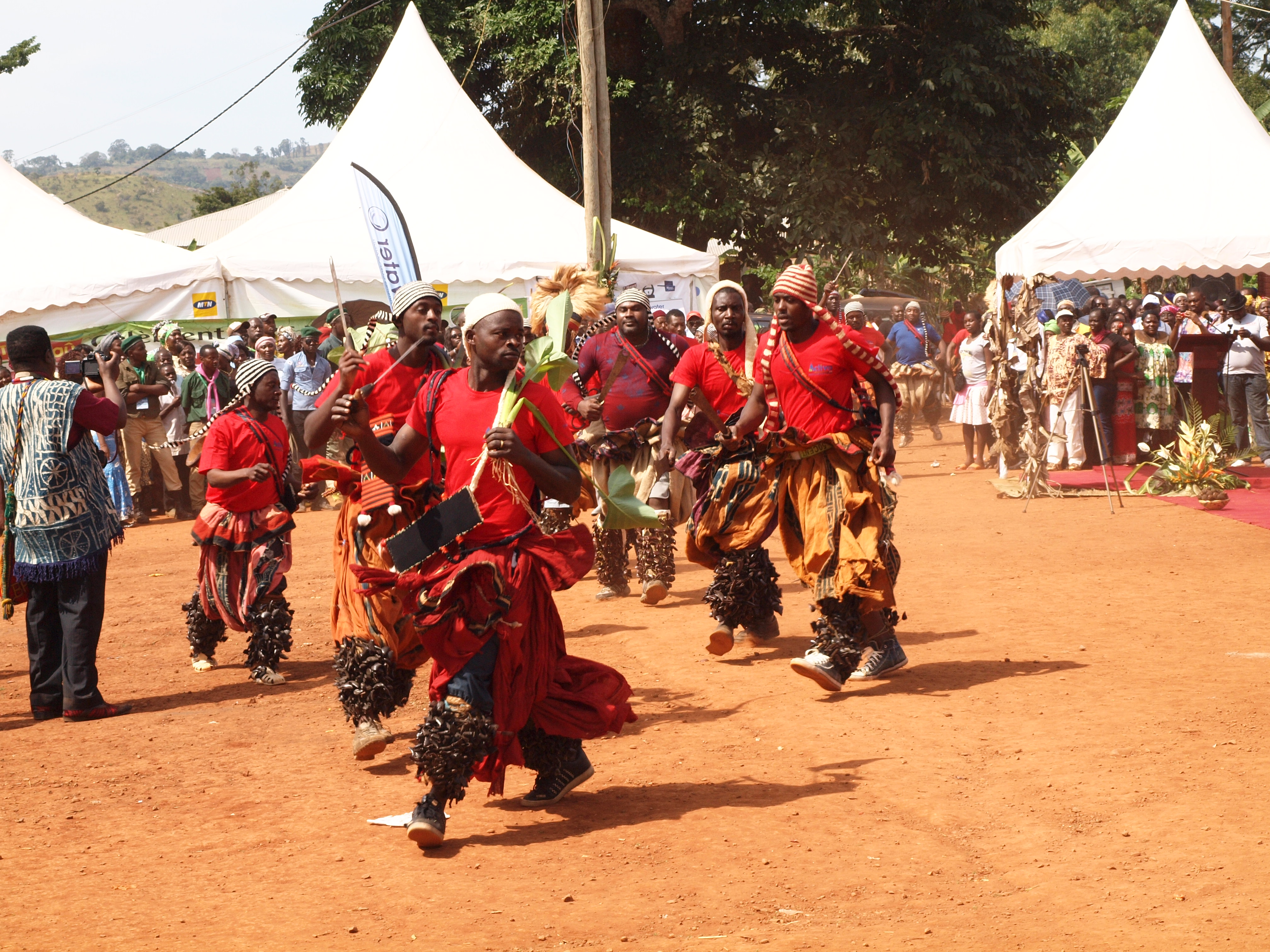

## Tourisme
- Musée royal de Bangoua, inauguré en novembre 2011
- Chutes à 9 branches de Taveuh

Chute de Bangoua
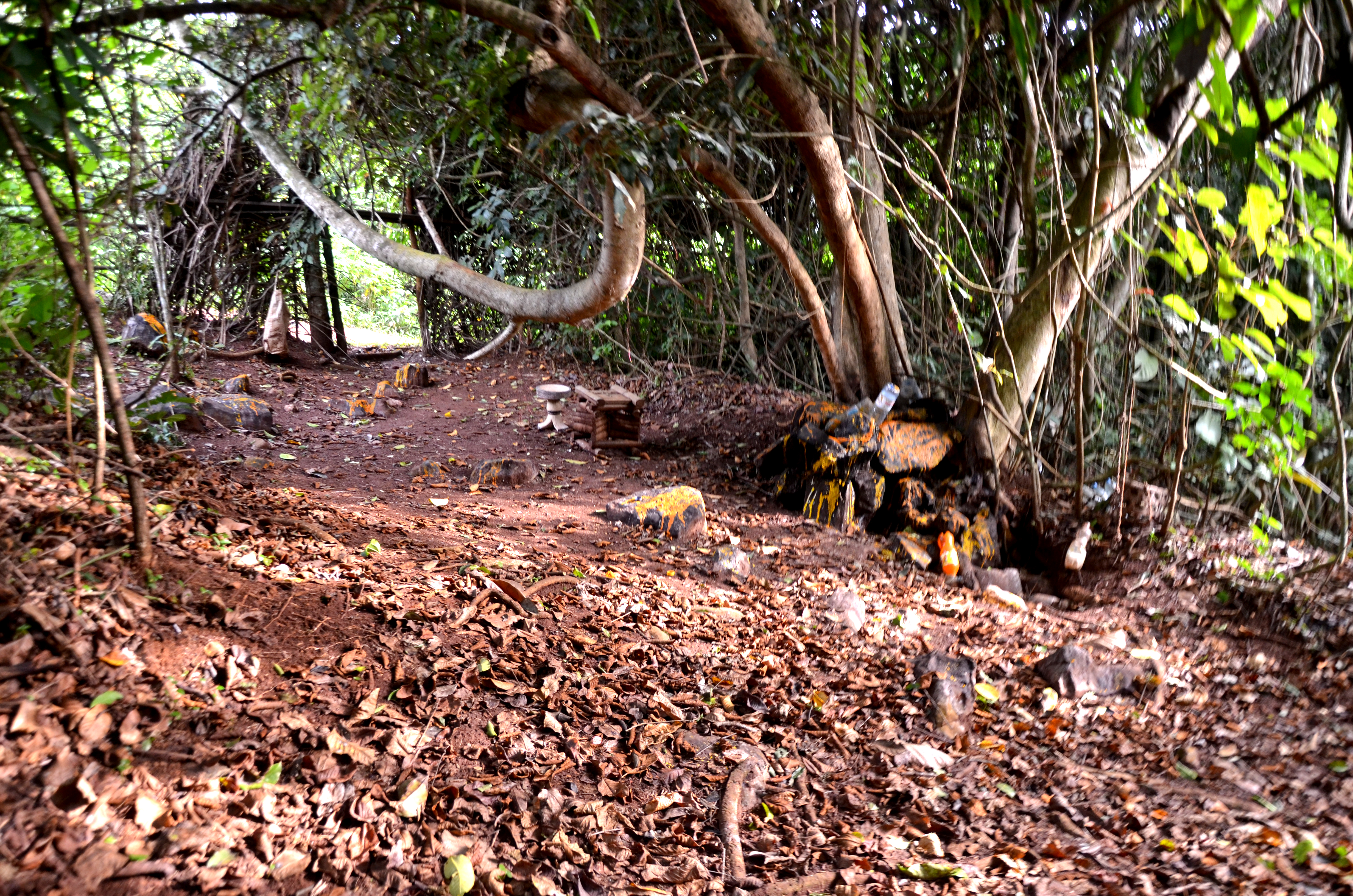
Piste pour la chute
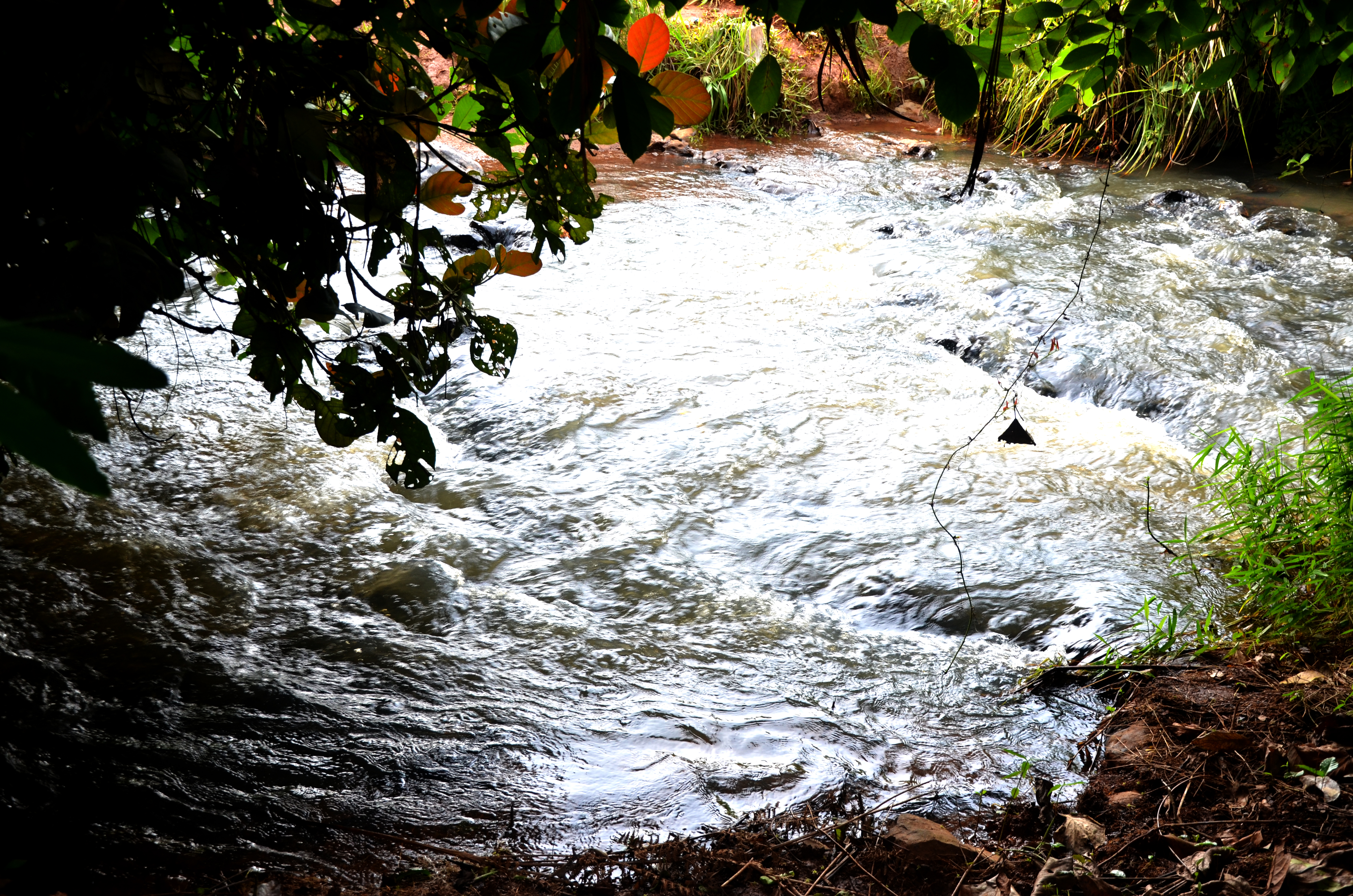
Rivière après la chute
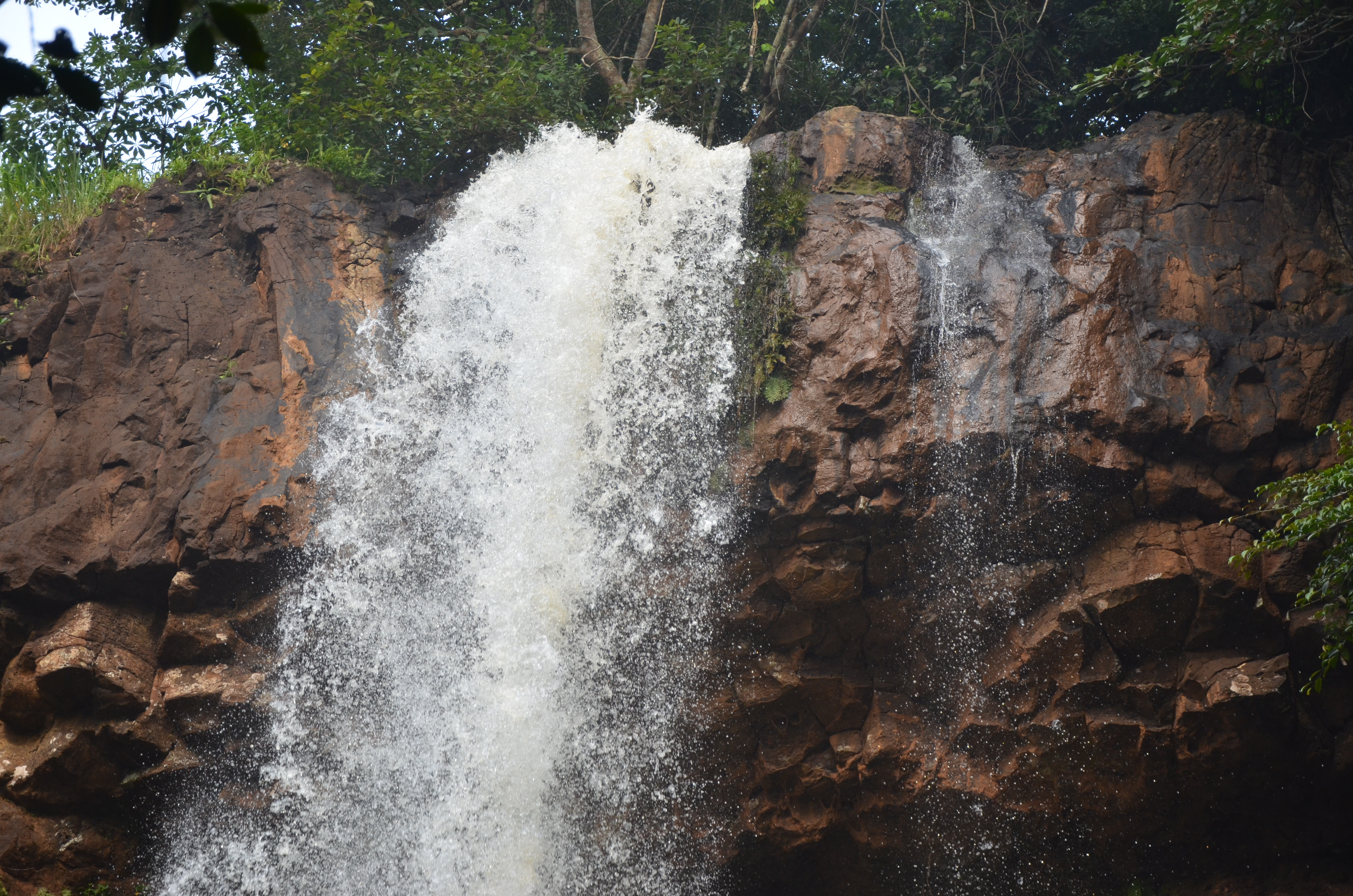
Chute de Bangoua

## Personnalités liées à Bangoua
- Joseph Tchundjang Pouemi, économiste
- Guy Kouemou, ingénieur aéronautique et un inventeur
- Bernard Njonga, ingénieur agronome
- Jean Claude Tchouankap (1957-), historien  et professeur d'université, est né à Bangoua.
- Achille webo kouamo footballeur international Camerounais et actuellement entraîneur adjoint au ankarra sport club de première division en Turquie

## Lien externe

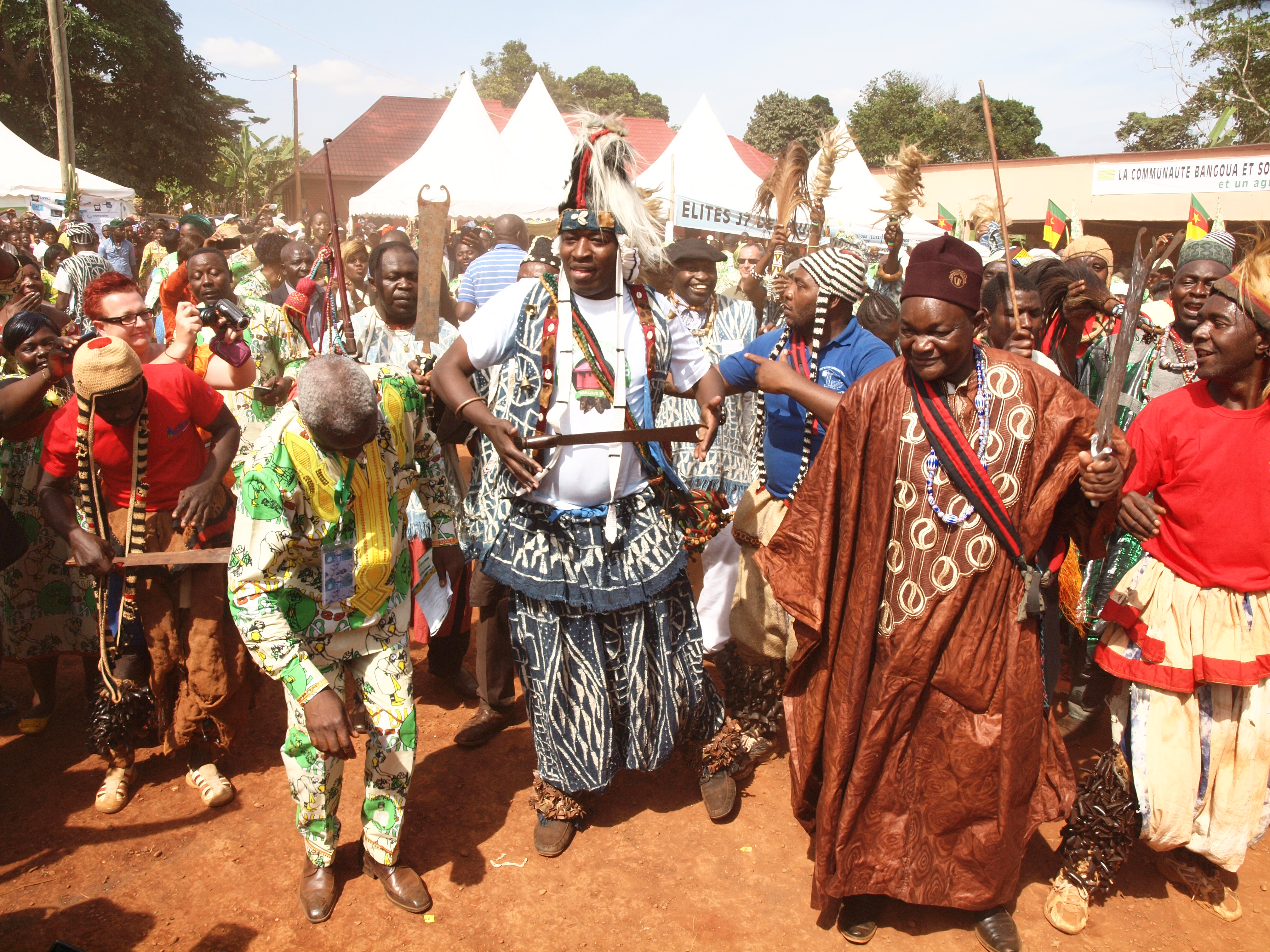
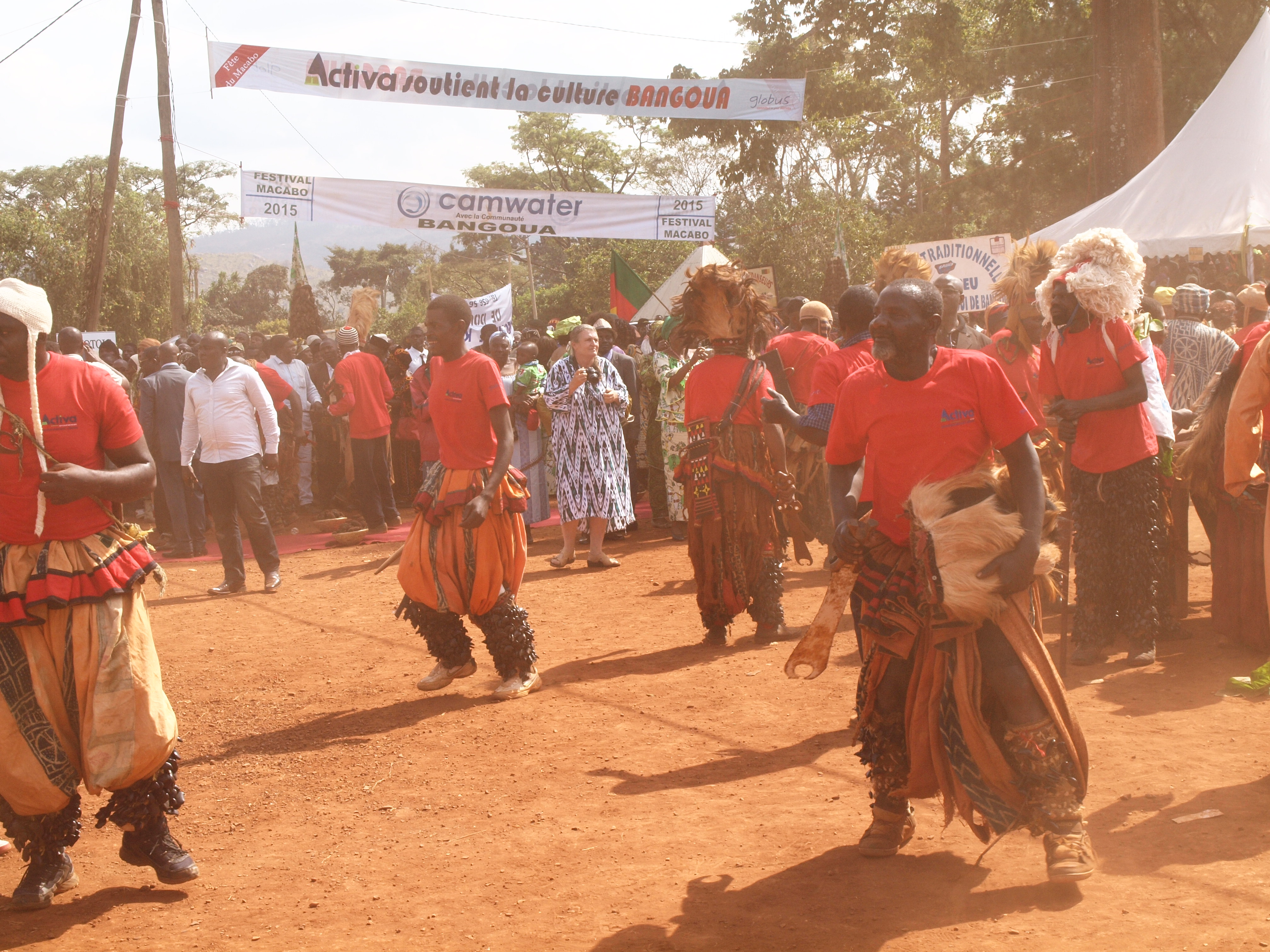
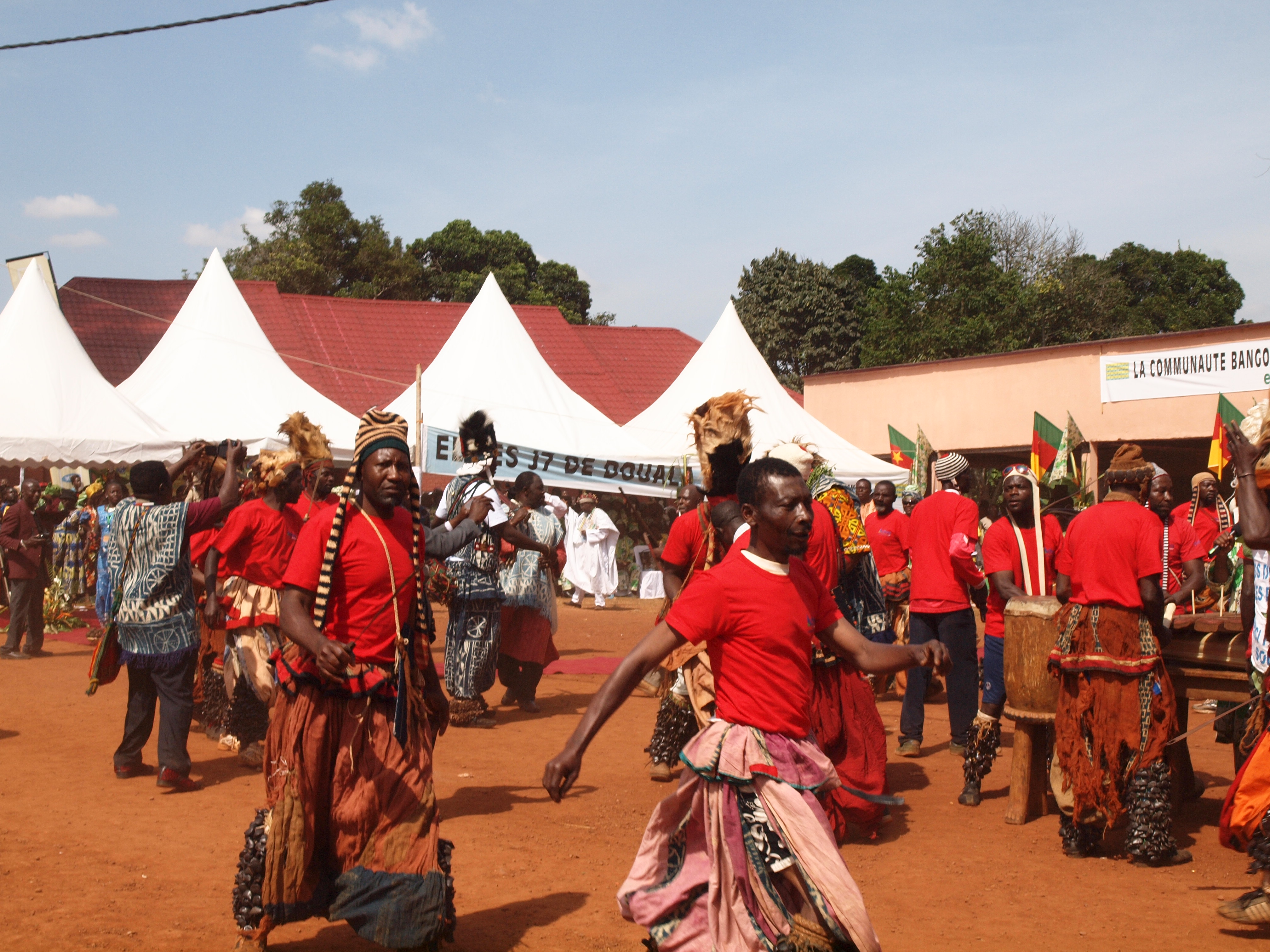
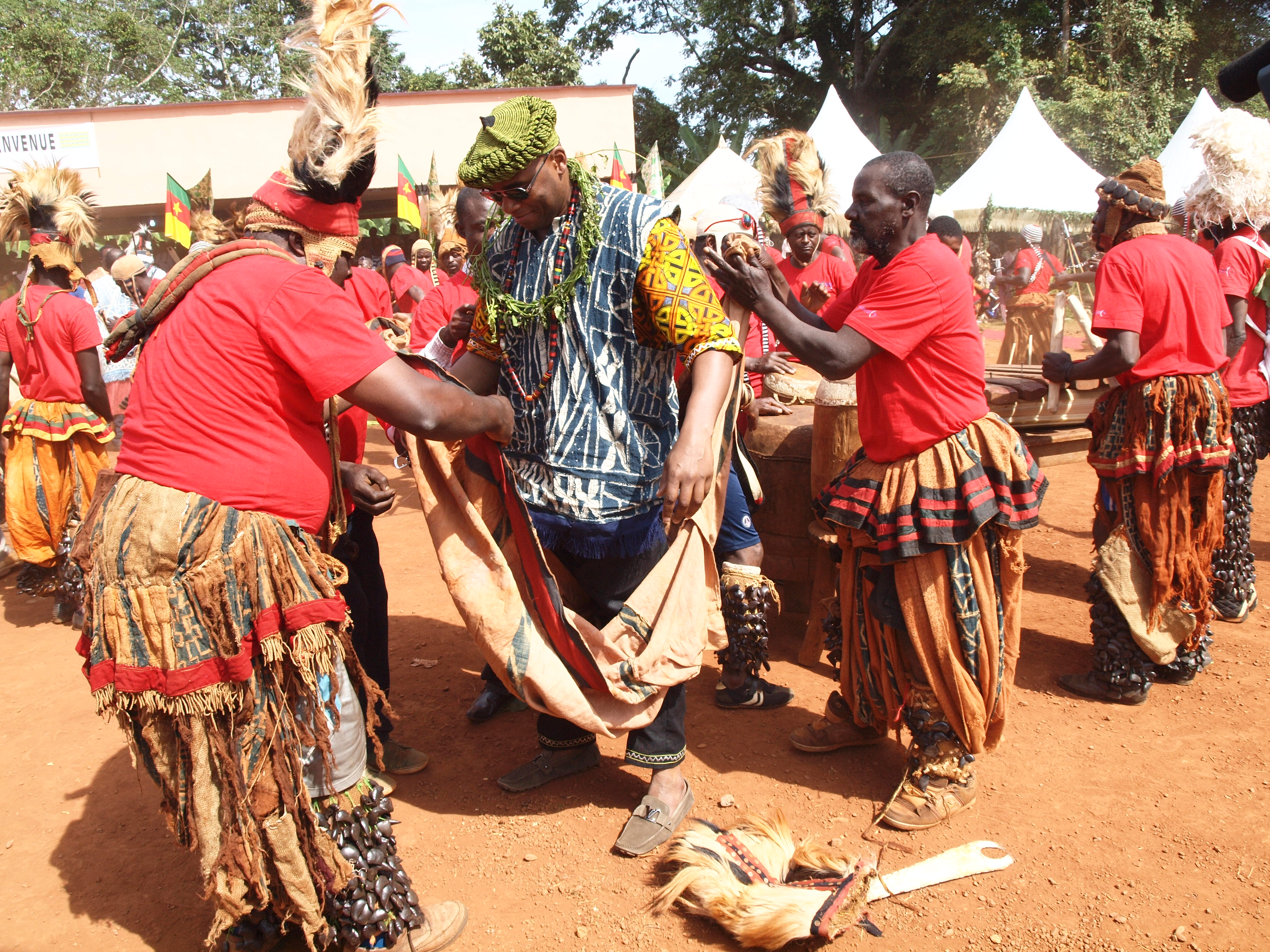
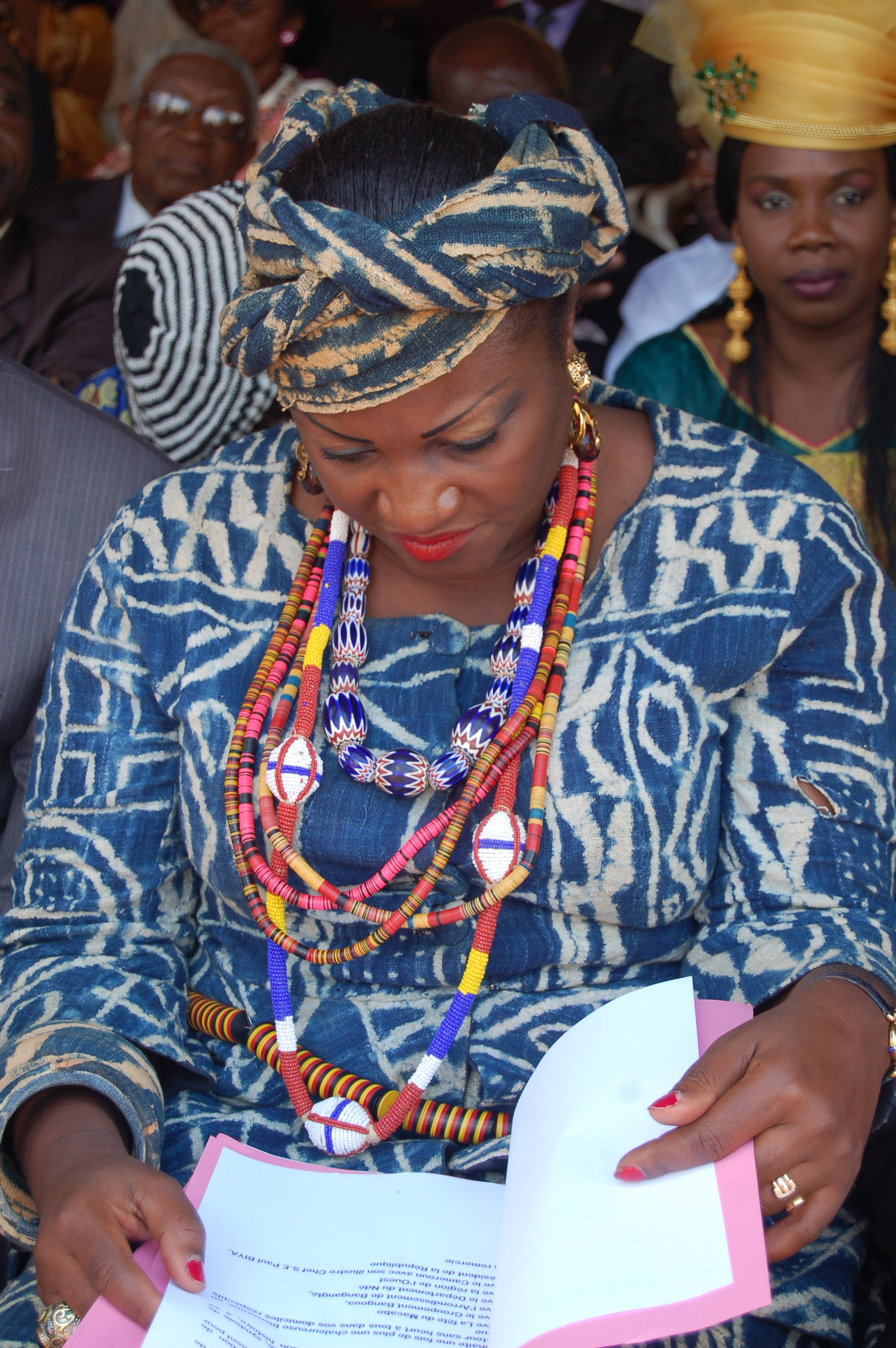
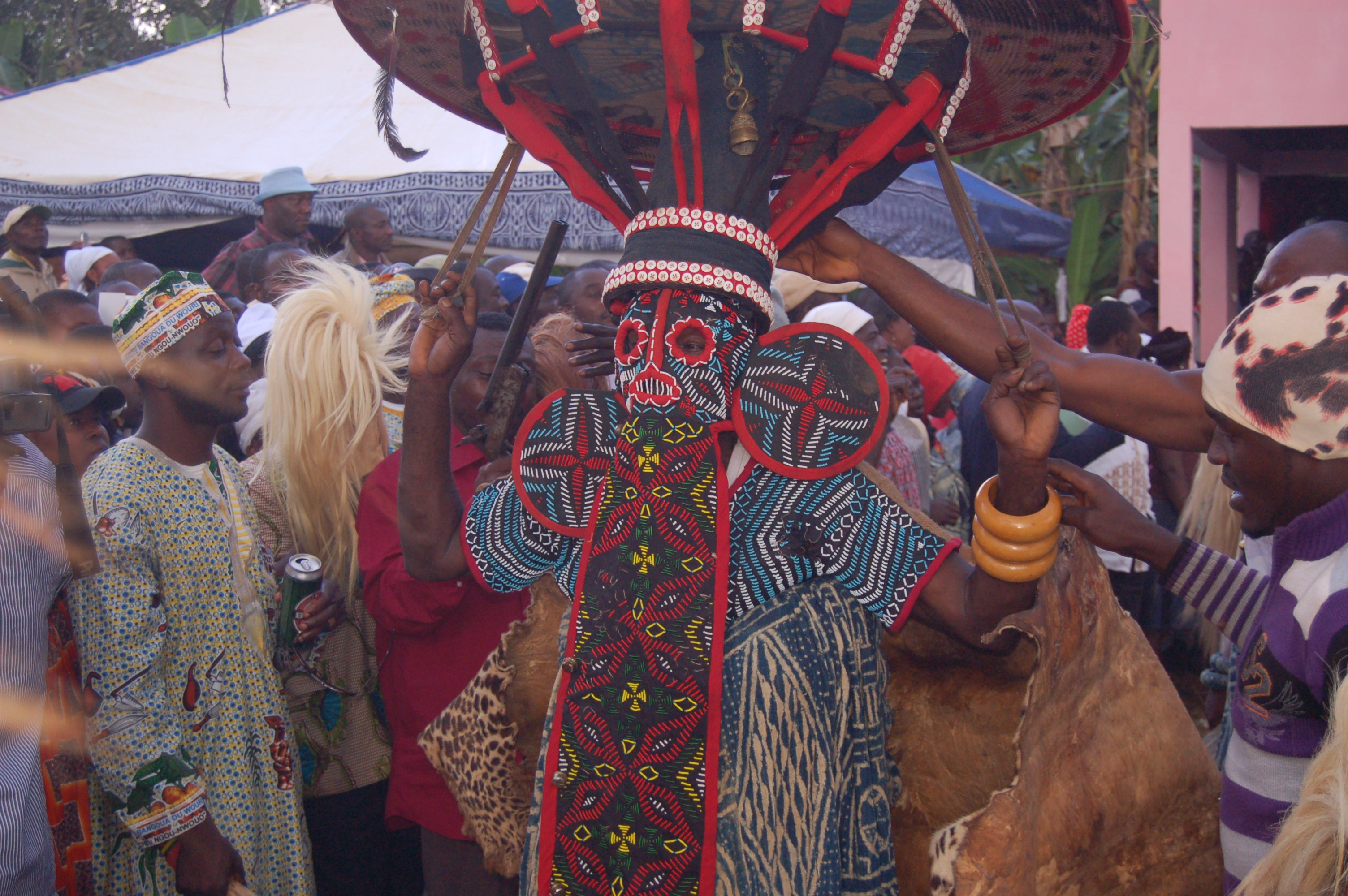
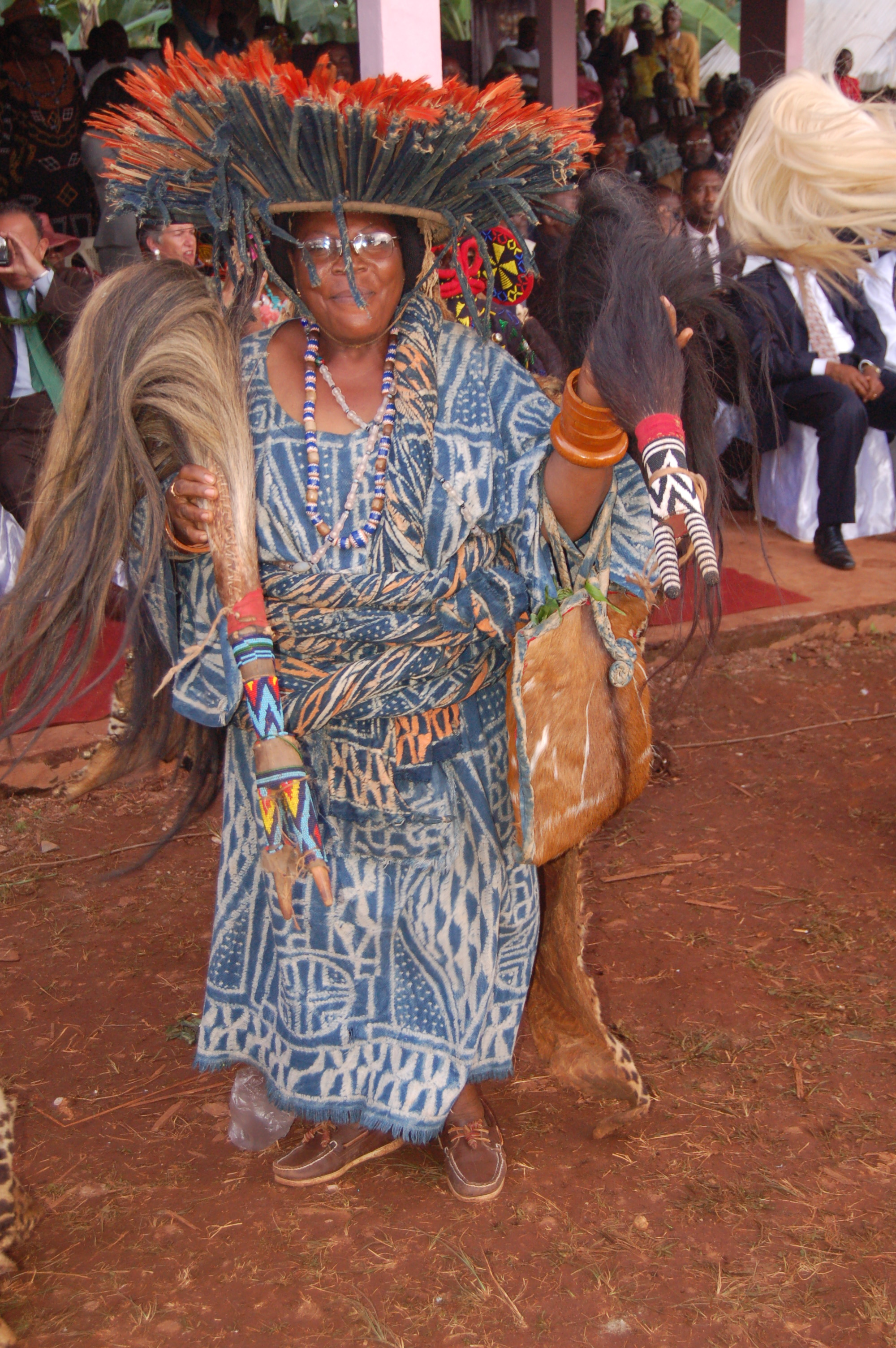
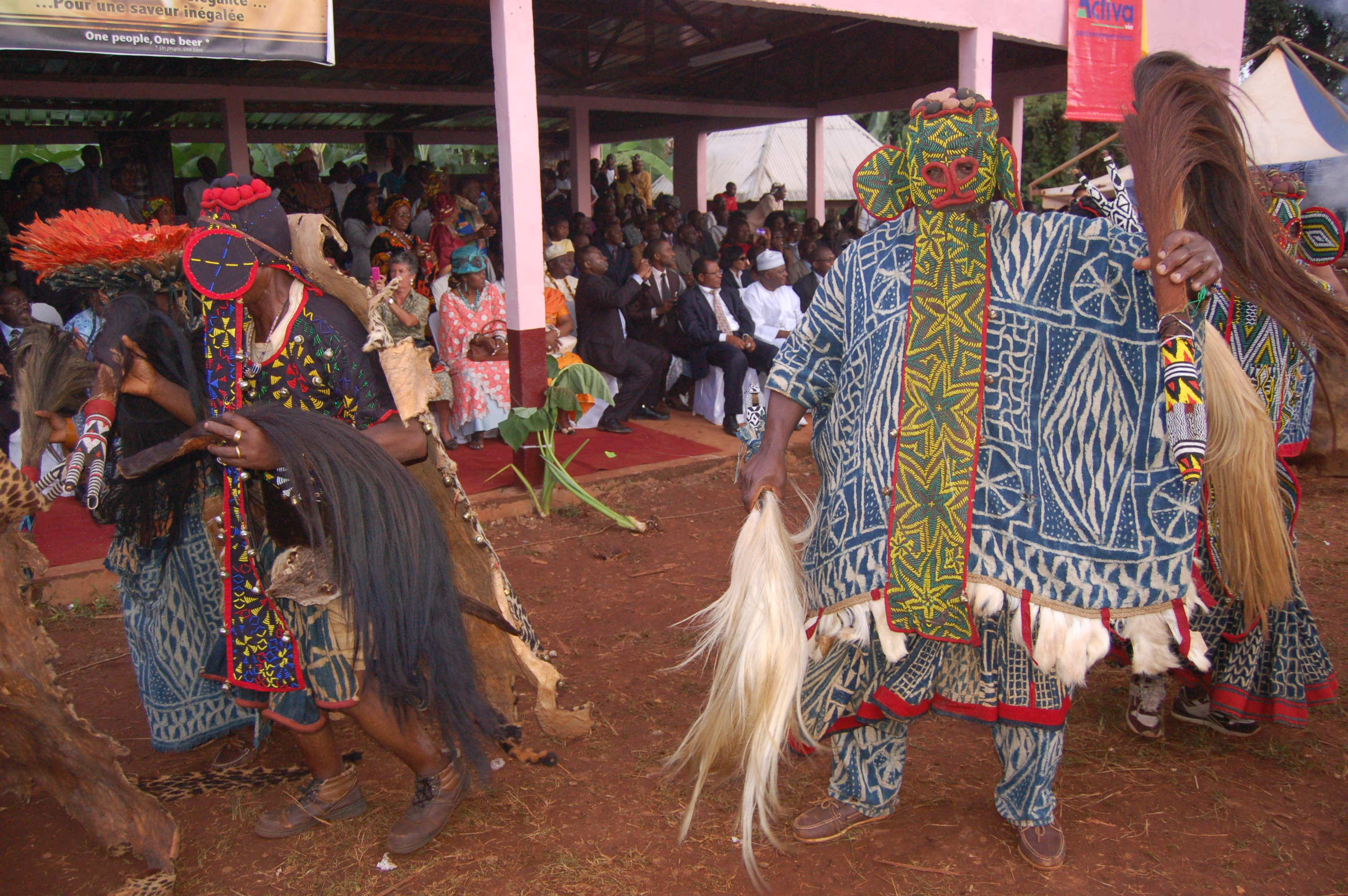
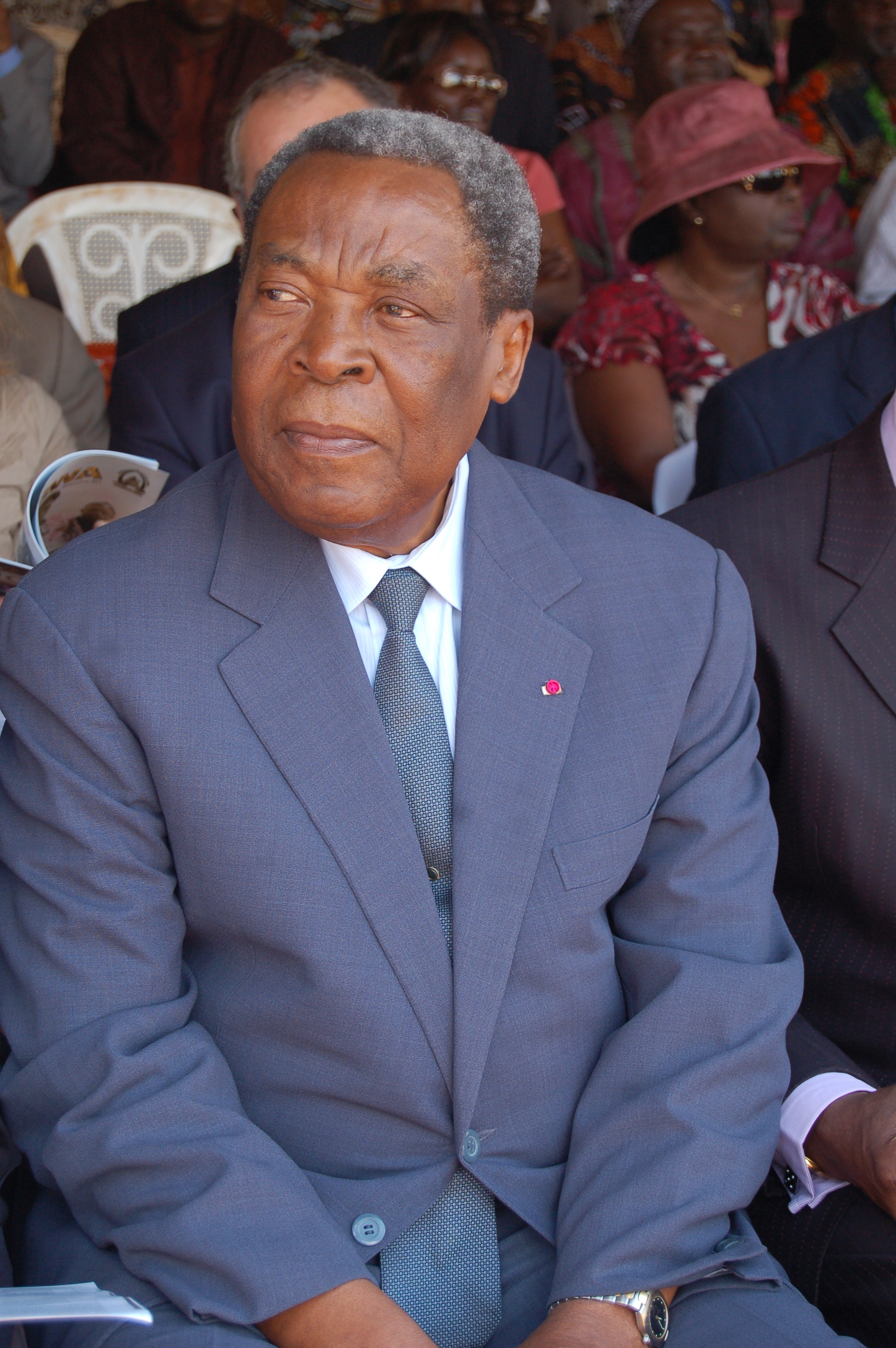
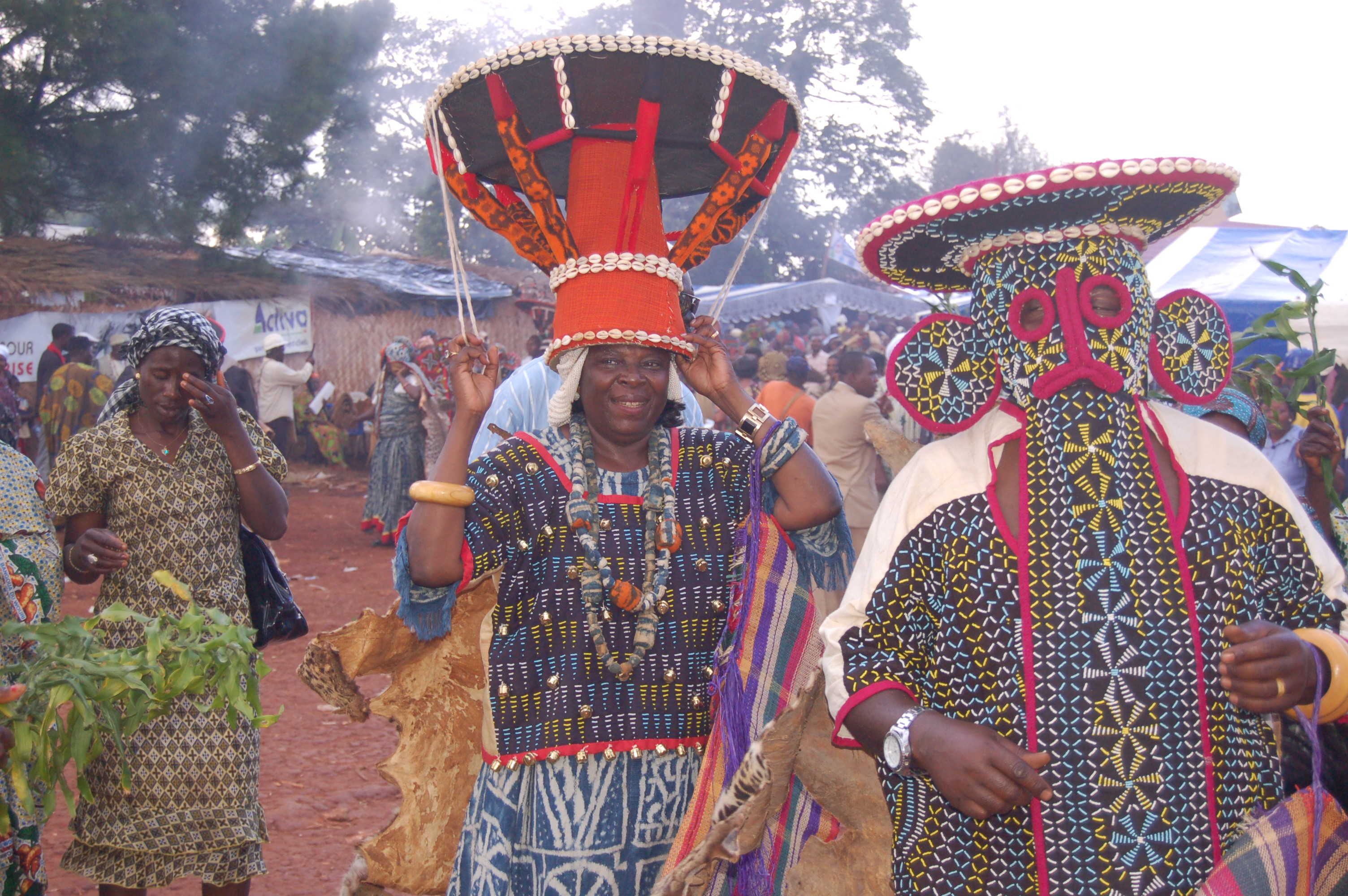
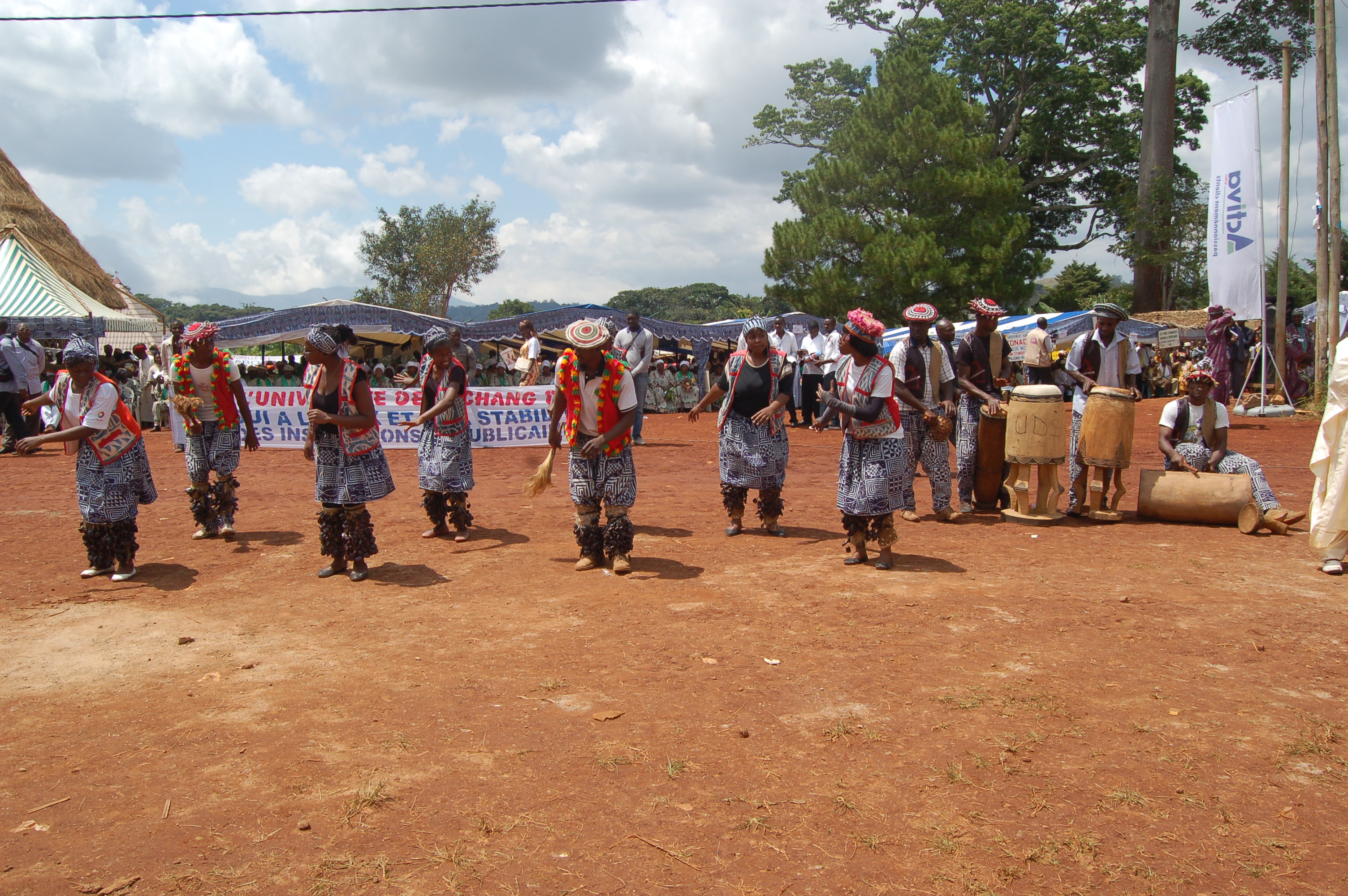
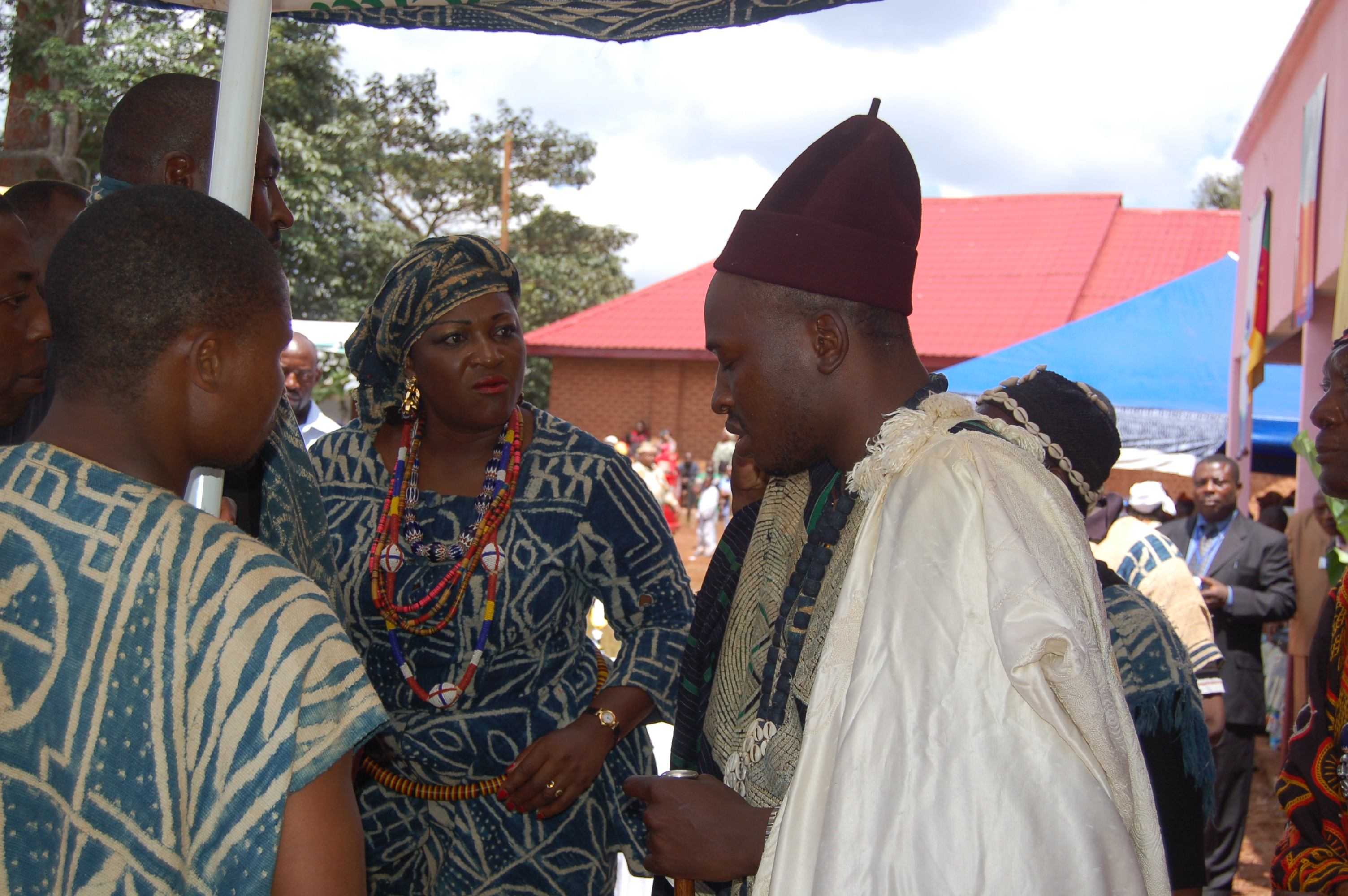
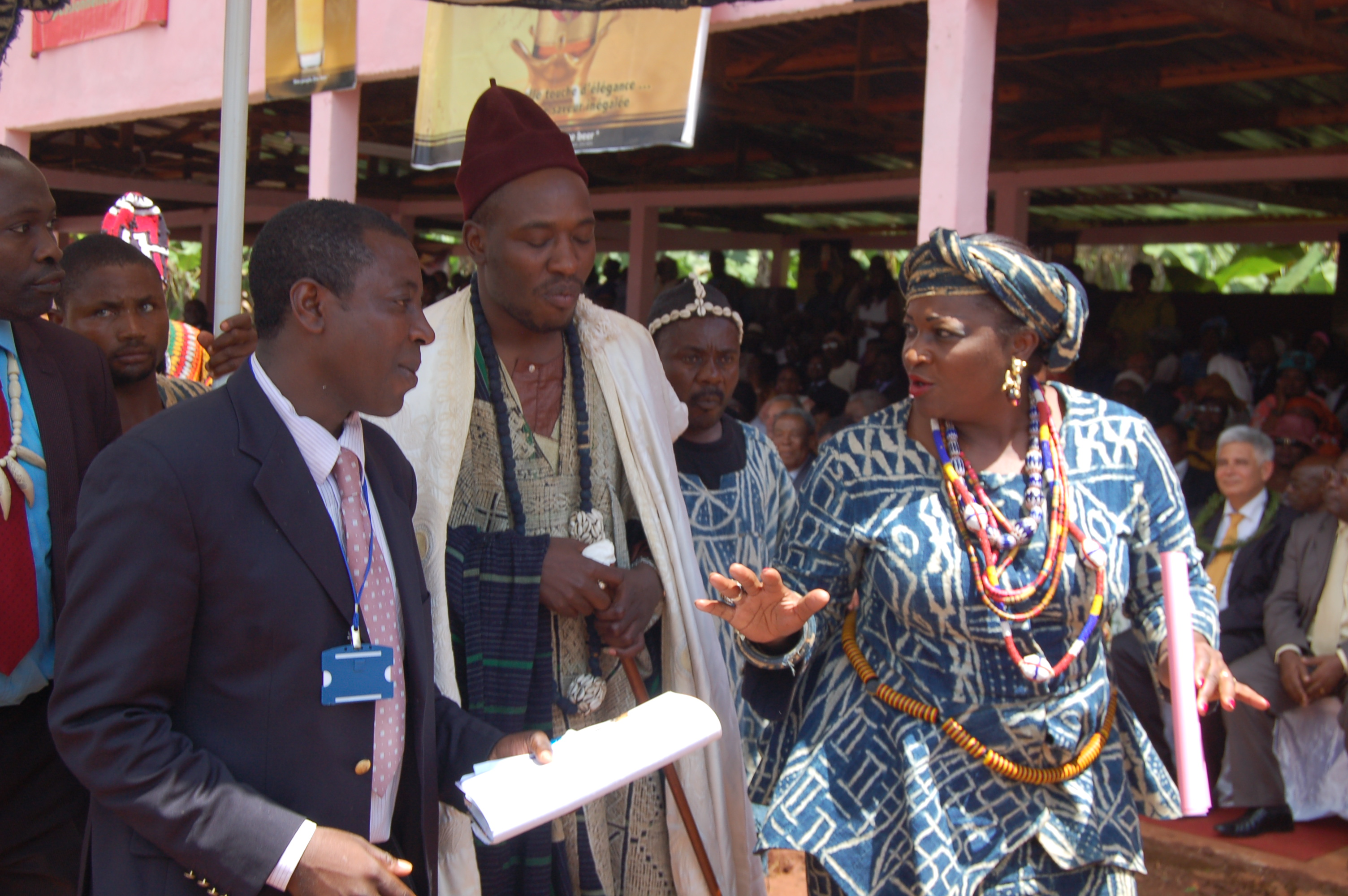
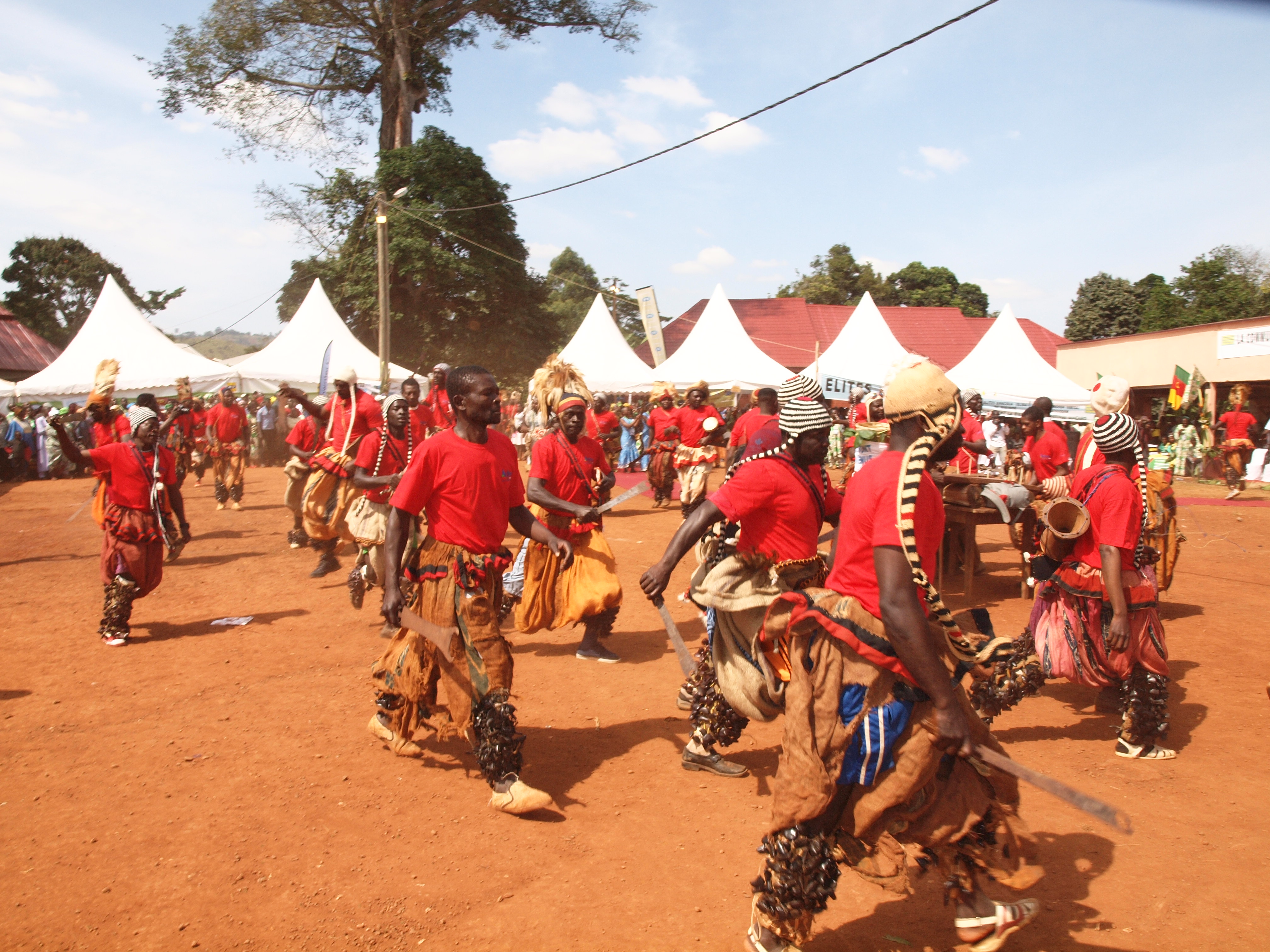

## Architecture
La construction du musée de Bangoua est une initiative portée par le roi Tchatchouang qui régna de 1978 à 2001 et son successeur S.M Djampou qui poursuivit cette vision jusqu'à la construction du musée. Construit en briquettes de terre pressées, le musée de Bangoua est un joyau situé à l'entrée de la chefferie Bangoua. Ce majestueux bâtiment présente deux grands arrêts obligatoires. Le premier arrêt est celui de l'arbre aux panthères et le deuxième arrêt devant le portail avancé surmonté de neuf (9) toits coniques.
- « Journal Du Cameroun.com : Bangoua », sur journalducameroun.com via Wikiwix (consulté le 22 décembre 2023)